# منتخب كرواتيا لكرة اليد للشباب
منتخب كرواتيا لكرة اليد للشباب هو ممثل كرواتيا الرسمي في المنافسات الدولية في كرة اليد للشباب
.